# قائمة وزراء الدولة لشؤون مجلس الوزراء (الكويت)
منصب وزير الدولة لشؤون مجلس الوزراء هو أحد المناصب الوزارية في دولة الكويت ويشغل المنصب حالياً شريدة عبدالله المعوشرجي منذ 28 يناير 2024.

## وزراء الدولة لشؤون مجلس الوزراء

### وزراء الدولة لشؤون مجلس الوزراء منذ 1963 حتى الأن
|    | الأسم                                 | بداية الفترة   | نهاية الفترة   |
| -- | ------------------------------------- | -------------- | -------------- |
| 1  | عبدالعزيز حسين التركيت                | 28 يناير 1963  | 3 يناير 1965   |
| 2  | يوسف هاشم الرفاعي                     | 3 يناير 1965   | 4 فبراير 1967  |
| 3  | عبدالعزيز عبدالله الصرعاوي            | 4 فبراير 1967  | 2 فبراير 1971  |
| 4  | عبدالعزيز حسين التركيت                | 2 فبراير 1971  | 3 مارس 1985    |
| 5  | راشد عبدالعزيز الراشد                 | 3 مارس 1985    | 20 يونيو 1990  |
| 6  | عبدالرحمان عبدالله العوضي             | 20 يونيو 1990  | 20 أبريل 1991  |
| 7  | ضاري عبدالله العثمان                  | 20 أبريل 1991  | 6 يناير 1993   |
| 8  | عبدالعزيز دخيل الدخيل                 | 6 يناير 1993   | 22 مارس 1998   |
| 9  | ناصر عبدالله الروضان                  | 22 مارس 1998   | 2 نوفمبر 1998  |
| 10 | عبدالعزيز دخيل الدخيل                 | 2 نوفمبر 1998  | 7 يوليو 1999   |
| 11 | محمد ضيف الله شرار                    | 7 يوليو 1999   | 10 يوليو 2006  |
| 12 | أسماعيل خضر الشطي                     | 10 يوليو 2006  | 25 مارس 2007   |
| 13 | فيصل محمد الحجي                       | 25 مارس 2007   | 29 مايو 2009   |
| 14 | روضان عبدالعزيز الروضان               | 29 مايو 2009   | 8 مايو 2011    |
| 15 | علي فهد الراشد                        | 8 مايو 2011    | 13 ديسمبر 2011 |
| 16 | الشيخ صباح الخالد الحمد الصباح        | 13 ديسمبر 2011 | 19 يوليو 2012  |
| 17 | الشيخ محمد عبدالله المبارك الصباح     | 19 يوليو 2012  | 11 ديسمبر 2017 |
| 18 | أنس خالد الصالح                       | 11 ديسمبر 2017 | 2 مارس 2021    |
| 19 | الشيخ الدكتور أحمد ناصر المحمد الصباح | 2 مارس 2021    | 22 مارس 2022   |
| 20 | الدكتور محمد عبداللطيف الفارس         | 22 مارس 2022   | 16 أكتوبر 2022 |
| 21 | براك علي الشيتان                      | 16 أكتوبر 2022 | 9 أبريل 2023   |
| 22 | الدكتور خالد علي الفاضل               | 9 أبريل 2023   | 18 يونيو 2023  |
| 23 | عيسى أحمد الكندري                     | 18 يونيو 2023  | 17 يناير 2024  |
| 24 | شريدة عبدالله المعوشرجي               | 28 يناير 2024  | حتى الأن       |

## وصلات خارجية
- الأسماء الرسمية للوزراء في الحكومة الكويتية